# Église Saint-Gervais-Saint-Protais de Marsac
L'église Saint-Gervais-Saint-Protais est une église catholique située sur la commune de Marsac, dans le département de la Charente, en France.

## Historique
Cette église romane est initiée dans la seconde moitié du XIIe siècle.
L'édifice est inscrit au titre des monuments historiques en 1934 et 1941.